# دراغانا بيتكوفسكا
دراغانا بيتكوفسكا مواليد 12 يونيو 1996 في سكوبيه، جمهورية مقدونيا، هي لاعبة كرة يد مقدونية تلعب كحارس مرمى. مثلت منتخب مقدونيا لكرة اليد للسيدات.